# 周宣
周 宣（しゅう せん、? - 239年以前）は、中国後漢末期から三国時代の占師。字は孔和。青州楽安郡の人。

## 経歴
周宣は夢占いの達人として当時有名であり、その事績は『三国志』「方技伝」において記述されている。
最初は郡の役人を務めていたが、太守の楊沛から「8月1日に曹公が来られ杖と薬を与えられる、と告げられる夢を見た」と言われた際に「杖は力のない者を立たせ薬は病んだ者を治します。8月1日には（当時黄巾賊が蜂起していた）賊が滅ぼされましょう」と占って的中させた。
あるとき曹丕が「宮殿の二枚の瓦が落ちてつがいの鴛鴦に変わる夢を見た」と言った。周宣が「後宮でにわかに亡くなられる方がありましょう」と答えると曹丕は「実は作り事を言ったのだ」と明かした。周宣が「夢は意であり意が言葉となった以上は吉凶は占えます」と答えた言葉が終わらないうちに、女官が殺人を犯したという知らせが入ってきたという。そのしばらく後、曹丕は「青い気が地から立ち昇って天までつながる」という夢を見たので、それを周宣に尋ねた。それに対して周宣は「天下のどこかで高貴な身分の女性が、冤罪のために死ぬことになるでしょう」と答えた。この時に曹丕は甄夫人に死を賜う璽書を使者に届けさせており、後悔してその使者を追わせたが、結局間に合わなかった（甄夫人の没年からすると黄初2年、西暦221年のことである）。曹丕の時代に中郎とされ、太史の任を兼ねた。
周宣の夢占いは十中八、九は的中し、朱建平の人相見と並び称された。魏の明帝の末年（曹叡の死は景初3年、西暦239年だが、周宣伝の記載は「景初3年没」ではなく「明帝の末年没」である）に死去した。